# Hruševec (Donja Stubica)
 Hruševec  falu Horvátországban Krapina-Zagorje megyében. Közigazgatásilag Donja Stubicához tartozik.

## Fekvése
Zágrábtól 22 km-re, községközpontjától 2 km-re északra a Horvát Zagorje területén a megye déli részén fekszik.

## Története
A településnek 1857-ben 376, 1910-ben 599 lakosa volt. Trianonig Zágráb vármegye Stubicai járásához tartozott.  2001-ben 447 lakosa volt.

## Külső hivatkozások
Donja Stubica város honlapja